# 石門街道
石門街道（せきもんがいどう）は、広州市白雲区の街道。現行行政地名は石門街道滘心社区、石門街道朝阳第一社区などの社区8個がある。

## 地理
広州市白雲区の西部に位置している。

## 行政区画
8社区を管轄する。

## 施設

### 交通
・地下鉄の駅：